# Hybomitra nigricornis
Hybomitra nigricornis är en tvåvingeart som först beskrevs av Zetterstedt 1842.  Hybomitra nigricornis ingår i släktet Hybomitra och familjen bromsar. Arten är reproducerande i Sverige. Inga underarter finns listade i Catalogue of Life.